# Lijst van geclassificeerde monumenten in Luxemburg
De lijst van geclassificeerde monumenten in Luxemburg (officieel: Liste des immeubles et objets classés monuments nationaux ou inscrits à l'inventaire supplémentaire) komt voort uit de wet van 12 augustus 1927: Wet van 12 augustus 1927 inzake de instandhouding en bescherming van de nationale sites en monumenten en werd gepubliceerd in Mémorial N° 48 op 31 augustus.
Het bestaat uit twee delen:
- A) Lijst van geclassificeerde monumenten, in de lijsten afgekort met MN.
- B) Inventarissupplement van de nationale monumenten, in de lijsten afgekort met IS.

De Service des sites et monuments nationaux heeft de lijst op haar website gepubliceerd.

## De lijst
Niet in alle gemeenten bevinden er zich nationale monumenten. Cursief aangeduide gemeenten hebben er geen.
- Berdorf
- Beaufort
- Bech
- Beckerich
- Bertrange
- Bettembourg
- Bettendorf
- Betzdorf
- Bissen
- Biwer
- Boevange-sur-Attert
- Boulaide
- Bourscheid
- Bous-Waldbredimus
- Clervaux
- Colmar-Berg
- Consdorf
- Contern
- Dalheim
- Diekirch
- Differdange
- Dippach
- Dudelange
- Echternach
- Ell
- Erpeldange
- Esch-sur-Alzette
- Esch-sur-Sûre
- Ettelbruck
- Feulen
- Fischbach
- Flaxweiler
- Frisange
- Garnich
- Goesdorf
- Grevenmacher
- Groussbus-Wal
- Heffingen
- Hesperange
- Hobscheid
- Hosingen
- Junglinster
- Käerjeng
- Kayl
- Kehlen
- Kiischpelt
- Koerich
- Kopstal
- Lac de la Haute-Sûre
- Larochette
- Lenningen
- Leudelange
- Lintgen
- Lorentzweiler
- Luxemburg
- Mamer
- Manternach
- Mersch
- Mertert
- Mertzig
- Mompach
- Mondercange
- Mondorf-les-Bains
- Niederanven
- Nommern
- Pétange
- Préizerdaul
- Putscheid
- Rambrouch
- Reckange-sur-Mess
- Redange
- Reisdorf
- Remich
- Roeser
- Rosport
- Rumelange
- Saeul
- Sandweiler
- Sanem
- Schengen
- Schieren
- Schifflange
- Schuttrange
- Septfontaines
- Stadtbredimus
- Steinfort
- Steinsel
- Strassen
- Tandel
- Troisvierges
- Tuntange
- Useldange
- Vallée de l'Ernz
- Vianden
- Vichten
- Waldbillig
- Walferdange
- Weiler-la-Tour
- Weiswampach
- Wiltz
- Wincrange
- Winseler
- Wormeldange